# Tom Mison

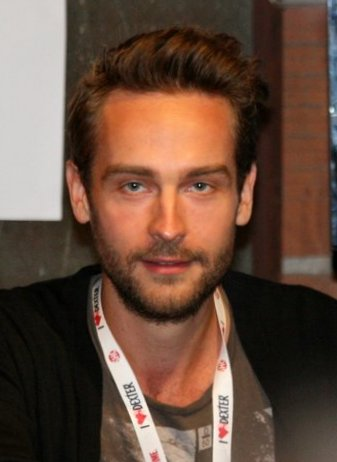
Tom Mison (2013)

Tom Mison (* 23. Juli 1982 in Woking, Surrey, England als Thomas James Mison) ist ein britischer Schauspieler. Bekannt ist er durch seine Theaterrollen und durch seine Rolle des Ichabod Crane in der Serie Sleepy Hollow (2013–2017).

## Leben und Karriere
Tom Mison wurde im Juli 1982 in Woking, einer Stadt in der englischen Grafschaft Surrey, geboren und wuchs dort auf. Er besuchte eine öffentliche Schule und schloss anschließend die Webber Douglas Academy of Dramatic Art in London ab. Er begann seine Karriere 2004 in einer Produktion von William Shakespeares Hamlet am Old Vic Theatre. In den nachfolgenden Jahren trat er in verschiedenen Theaterstücken auf, wie 2006 in einer Adaption des französischen Films Kinder des Olymp am Arcola Theatre, 2009 in When the Rain Stops Falling am Almeida Theatre, 2010 in Posh am Royal Court Theatre, das 2012 erneut mit Mison im Londoner West End aufgeführt wurde, sowie 2011 in Henry IV Part I and II am Theatre Royal.
Seine erste Rolle im Fernsehen spielte er 2005 in Russell Mulcahys Adaption des Romans Die geheimnisvolle Insel von Jules Verne, Mysterious Island – Die geheimnisvolle Insel, die vom US-Sender Hallmark Channel ausgestrahlt wurde. Es folgten Auftritte in dem Fernsehfilm A Waste of Shame: The Mystery of Shakespeare and His Sonnets (2005) sowie in den Fernsehserien The Amazing Mrs Pritchard (2006), Secret Diary of a Call Girl (2007), Wenn Jane Austen wüsste (2008), Lewis – Der Oxford Krimi (2009) und New Tricks – Die Krimispezialisten (2010). 2009 übernahm er neben Rupert Friend und Keira Knightley eine Hauptrolle im Kurzfilm The Continuing and Lamentable Saga of the Suicide Brothers.
2011 trat er gleich in zwei Kinofilmen auf, zunächst als Callum in Zwei an einem Tag und dann als Robert Mayers, dem vermissten Freund von Emily Blunts Figur, in Lachsfischen im Jemen. Im darauffolgenden Jahr spielte er in der preisgekrönten Miniserie Parade’s End – Der letzte Gentleman in der Rolle des Potty Perowne mit. Von 2013 bis 2017 porträtierte er in der Fox-Mysteryserie Sleepy Hollow – einer Adaption von Washington Irvings The Legend of Sleepy Hollow – die Hauptfigur des Ichabod Crane.

## Filmografie (Auswahl)
- 2005: Mysterious Island – Die geheimnisvolle Insel (Mysterious Island, Fernsehfilm)
- 2005: A Waste of Shame: The Mystery of Shakespeare and His Sonnets (Fernsehfilm)
- 2006: The Amazing Mrs Pritchard (Fernsehserie, Episoden 1x03–1x06)
- 2007: Secret Diary of a Call Girl (Fernsehserie, Episode 1x01)
- 2008: Wenn Jane Austen wüsste (Lost in Austen, Fernsehserie)
- 2008: Die vergessliche Mörderin (Third Girl)
- 2009: Lewis – Der Oxford Krimi: Von Musen und Morden (Lewis: Allegory of Love, Fernsehfilm)
- 2009: The Continuing and Lamentable Saga of the Suicide Brothers (Kurzfilm)
- 2010: New Tricks – Die Krimispezialisten (New Tricks, Fernsehserie, Episode 7x02)
- 2011: Zwei an einem Tag (One Day)
- 2011: Lachsfischen im Jemen (Salmon Fishing in the Yemen)
- 2012: Parade’s End – Der letzte Gentleman (Parade’s End, Miniserie, 4 Episoden)
- 2013–2017: Sleepy Hollow (Fernsehserie, 62 Episoden)
- 2015: Bones – Die Knochenjägerin (Bones, Fernsehserie, Episode 11x05)
- 2019: Watchmen (Fernsehserie, 8 Episoden)
- 2021–2022: See – Reich der Blinden (See, Fernsehserie, 15 Episoden)
- seit 2022: The Ex-Wife (Fernsehserie)